# 在クロアチア日本国大使館
在クロアチア日本国大使館（クロアチア語: Veleposlanstvo Japana u Republici Hrvatskoj、英語: Embassy of Japan in Croatia）は、クロアチアの首都ザグレブにある日本の大使館。

## 沿革
- 1941年4月10日、クロアチア独立国がユーゴスラビア王国からの離脱と独立を宣言する[1]
- 1941年6月15日、クロアチア独立国が日独伊三国同盟に加盟、大日本帝国と同盟関係になる[2]
- 1943年12月15日、ザグレブに在クロアチア日本帝国代表部が開設される[3]
- 1944年2月11日、ザグレブの帝国代表部が在クロアチア日本帝国公使館に昇格する[4]
- 1945年4月28日、ローマでベニート・ムッソリーニが銃殺されて遺体を晒し者にされる[5]
- 1945年4月29日、ザグレブで昭和天皇44歳の天長節（天皇誕生日）を祝賀するパーティーが開催される[3]
- 1945年5月5日、ザグレブの帝国公使館が閉鎖される[3]
- 1945年5月8日、クロアチア独立国が崩壊、ユーゴスラビア民主連邦に併合される[6]
- 1991年6月25日、クロアチア共和国がユーゴスラビア社会主義連邦共和国からの離脱と独立を宣言する[6]
- 1992年3月17日、日本がクロアチア共和国の独立を承認する[7]
- 1993年3月5日、日本とクロアチアの外交関係が開設される[7]
- 1998年2月1日、ザグレブに在クロアチア日本国大使館が開設される[7]
- 2011年3月12日、ザグレブ市内を行進していた反政府デモ隊が日本大使館前で停止し、前日に起こった東日本大震災の犠牲者を悼んで黙祷する[8]

## 所在地
| 日本語             | 〒10000 ザグレブ市ボシュコヴィチェヴァ2 |
| クロアチア語・英語 | Boškovićeva 2, 10000 Zagreb             |

## 在スプリット日本国名誉総領事館
在スプリット日本国名誉総領事館（クロアチア語: Počasni generalni konzulat Japana u Splitu、英語: Honorary Consulate-General of Japan in Split）は、日本がクロアチア南部ダルマチア地方の最大都市スプリットに設置している名誉総領事館である。在クロアチア日本国大使館の所轄となっている。
名誉総領事
| 代 | 氏名（日本語）                                 | 氏名（クロアチア語） | 着任       | 退任     | 備考                                                                                          |
| -- | ---------------------------------------------- | -------------------- | ---------- | -------- | --------------------------------------------------------------------------------------------- |
| 1  | イヴァン・ヴォドピヴェツ（イバン・ボドピベツ） | Ivan Vodopivec       | 2016年11月 | （現職） | 2016年11月に拝命、2017年1月26日に除幕式開催。日本郵船と提携の海運会社 Iva Shipping Ltd. のCEO |

所在地
Marasovićeva 67, 21000 Split